# Интуиционизам
Интуиционизам (од лат. intuitio - интуиција) је филозофско учење о непосредој интуитивној извесности етичких појмова и закона. Такође, то је учење о интуицији, као главном и најпоузданијем извору сазнања. У математици интуиционизам означава филозофију у којој нису битни формализам, дедукција, ни аксиоме, већ је битно да постоји интуитивни доказ.
Интуиционизам не негира постојање других начина стицања сазнања, али их сматра толико несавршеним, да би поимање реалности на основу њих било неодговарајуће и неистинито.

## Историја
Интуиционизам започње са Платоном, а процват достиже у 19 и 20. веку, делом као реакција на рационализам, који је преовлађивао у европској филозофији у модерном добу.
Платон се сматра оцем интуитионизма, јер је он први назначио интиуицију („ноезис“) као савршен извор знања и праве истине, помоћу које се стварност бележи без посредника.
А онда ће и Аристотел, поћи од становишта да сво наше сазнање не може бити демонстративно, због чега се намеће питање порекла премиса од којих се при доказивању полази, пошто баш и није осигурано да такве премисе (аксиоме и постулати) могу бити јасно исказане као хипотезе (стварна наука) или као конвенције (формална наука). Сматрао је да мора постојати интелектуална интуиција, као врста индукције.
Плотин је први значајнији мислилац који је интуицију сматрао основним обликом сазнања. Према његовим речима душа непосредно спознаје интелигибилне реалности „неком природном склоношћу“ с њима, а оне у души сачињавају њену природну визију.
Неоплатонска визија човека и универзума, с Плотином као њеним најважнијим представником, оставила је значајан утисак на Августина, a преко њега и на хришћанску мисао од средњег века до данас. И ако је по њему извор интелектуалног живота душе Створитељ, Августин своју филозофију сажима око принципа унутрашњости, где се тражење извеснијег сазнања заснива на покретачкој сумњи, почев од извесности човека о сопственој егзистенцији, своје свести, па онда и света. Овде се, по први пут, преко сумње утврђује пре свега реалитет свесног бића.
У истом смеру, размишљао је и Декарт, у својој „Расправи“ (Реч о методи), где су интуиција и дедукција, јединствена средства за досезање сазнања о стварима, без страха и грешке.
За Канта, интуиција је окарактерисана као суштински активна и креативна. Тврдио је да су закони аритметике, као и еуклидске геометрије априори и синтетички и да се до њих није дошло анализом, већ чистом интуицијом и свешћу и способношћу ума да сваки пут поново рачуна.
Анри Поенкаре сматра се претечом интиуиционизма у математици., због његове позиције према теорији скупова на почетку 20. века. И ако је прихватао аритметизацију, негирао је аксиоматску дефиницију природних бројева, сматрајући да су они кључан појам интуитивног, без потребе за додатном анализом. У више наврата експлицитно је одбацио концепт бесконачних низова, али никада није систематски развио ову идеју.
Један од утемељивача институционизма као филозофије математике је велики холандски математичар Браувер (1881. — 1966). Ова филозофија се заснива на уверењу да су интуиција и време кључни за математику, која се не може формализовати и одвојити од временског аспекта. Браувер је био уверен да се логика темељи на математици, а не обрнуто. Kao велики противник теорије скупова и сматрао је су лоше формулисани. Довео је у питање и одбацио логичке законе у временском вакууму, попут оног о искљученој средини и математичке технике које су се користиле још од времена старих Грка, као што је свођење на контрадикцију. Браувер је веровао да би требало избацити из математике све теореме које користе такве методе за доказивање. Због оваквог гледишта његови противници су га звали математичким бољшевиком. До краја живота остао је скептичан према сваком покушају формализације. Ово гледиште у логици и математици ће коначно уобличити и формализовати његов студент Аренд Хејтинг.
Један од утицајнијих праваца интуиционизма и нове метафизике или модерне филозофије духа изградио је Бергсон. Ово посебно важи за словенску, односно руску филозофију ирационализма. И ако је негирао друге начине сазнања, може се рећи да нико други није успео боље да дефинише интуиционизам. Дефинисао је два супротстављена начина учења: интелигенцијом и интуицијом. Мада је интелигенција традиционално најцењенији начин, она ствара погрешна сазнања о реалности и може да послужи као средство за стицање научног сазнања, али не омогућава досезање праве стварности. Да би се дошло до потпуне суштине бића као таквог, потребно је окренути се интуицији. У њој се јавља интимна симпатија између субјекта и објекта, који су препознатљиви директно и непосредно, у моменту. Такву интуитивну стварност је немогуће исказати другима, а интуитивна визија се може представити једино уз помоћ низа одговарајућих поређења и метафора.
Уз Бергсона, Едмунд Хусерл је био најцењенији мислилац у области интуиционизма. Његов феноменолошки метод заснива се на интуицији есенције (грч. ουσια ousia - есенција) или идеје, која омогућава приступ универзалној филозофији као науци.
У области интуиционизма веома значајан допринос дао је Николај Онуфријевич Лоски, који је покушао да направи органску синтезу измећу формалне логике и гносеологије. Лоски се сматра наследником Лајбницовог метафизичког система, али налазио се и под великим утицајем Бергсона, мада се није слагао са његовим ставовима. Он дефинише термин реалног бића, све оно што је дато у форми времена или простора. С друге стране је идеално биће, које нема ни просторни, ни временски карактер, као објекат интелектуалне интуиције. Постоји и металогичко биће (биће Бога), објекат мистичне интуиције. Он целокупну своју теорију именује као идеални реализам.